# 別当賀駅
別当賀駅（べっとがえき）は、北海道根室市別当賀にある北海道旅客鉄道（JR北海道）根室本線（花咲線）の駅である。電報略号はトカ。事務管理コードは▲110450。

## 歴史

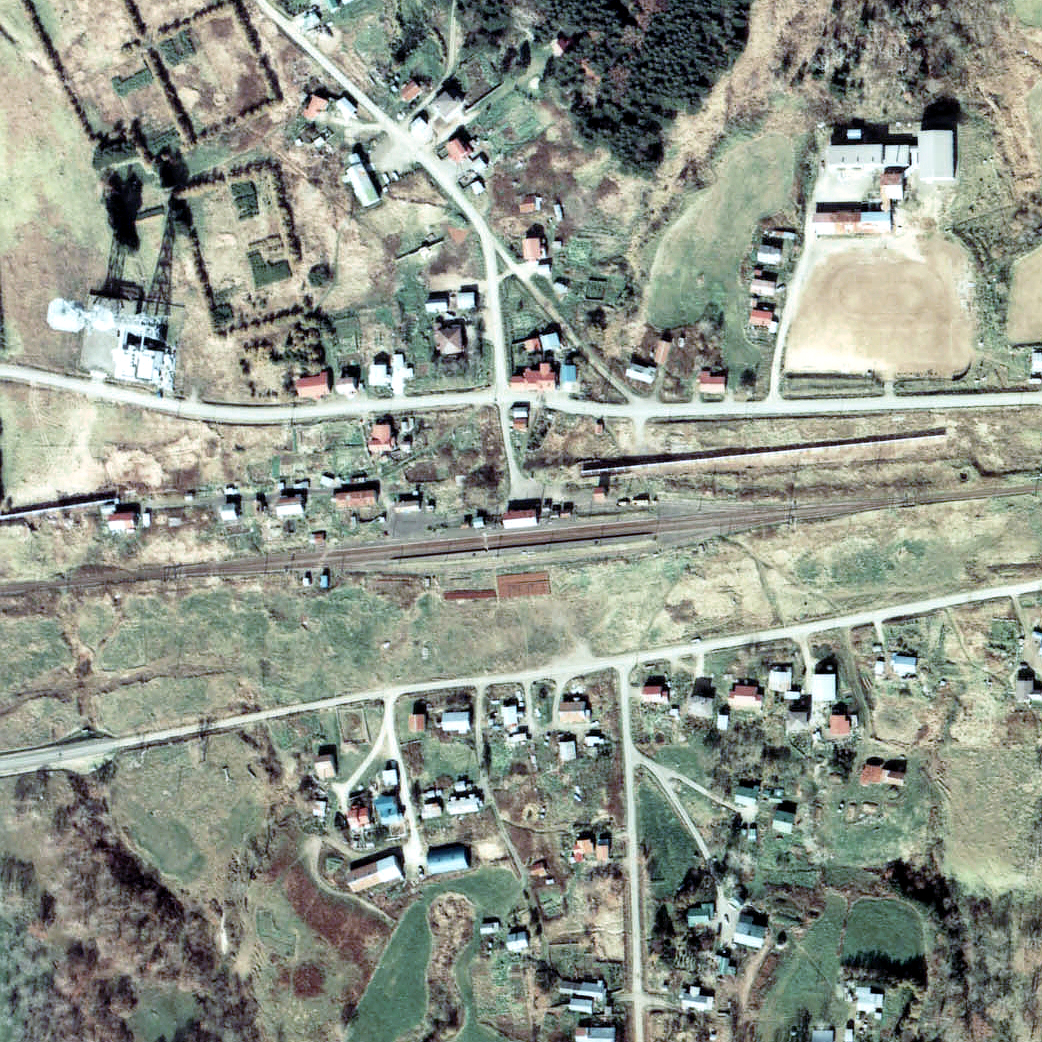
1978年の別当賀駅と周囲約500m範囲。右が根室方面。相対式ホーム2面2線、駅裏に副本線、駅舎横の根室側に櫛状の貨物ホームと引込み線を有する。次年度の貨物取扱い廃止を控えて、ストックヤードには貨物がない。

- 1920年（大正9年）11月10日：鉄道省釧路本線厚床駅 - 西和田駅間延伸に伴い開業、一般駅[2]。
- 1979年（昭和54年）7月15日：貨物取扱い廃止[3]。
- 1984年（昭和59年）2月1日：荷物取扱い廃止[3]。
- 1986年（昭和61年）
  - x月x日：駅舎を貨車駅に改築[4]。
  - 11月1日：駅員無配置駅となり[5]、簡易委託化。
- 1987年（昭和62年）4月1日：国鉄分割民営化により、北海道旅客鉄道（JR北海道）の駅となる[6]。
- 1992年（平成4年）4月1日：簡易委託廃止、完全無人化。

### 駅名の由来
所在地名より。アイヌ語の「ペトゥッカ（pet-utka）」（川の・浅瀬の上を水がうねり流れる所）に由来する。

## 駅構造
片面ホーム1面1線をもつ地上駅でかつては交換設備を有していた。根室駅管理の無人駅で車掌車改造の待合所が設置されている。

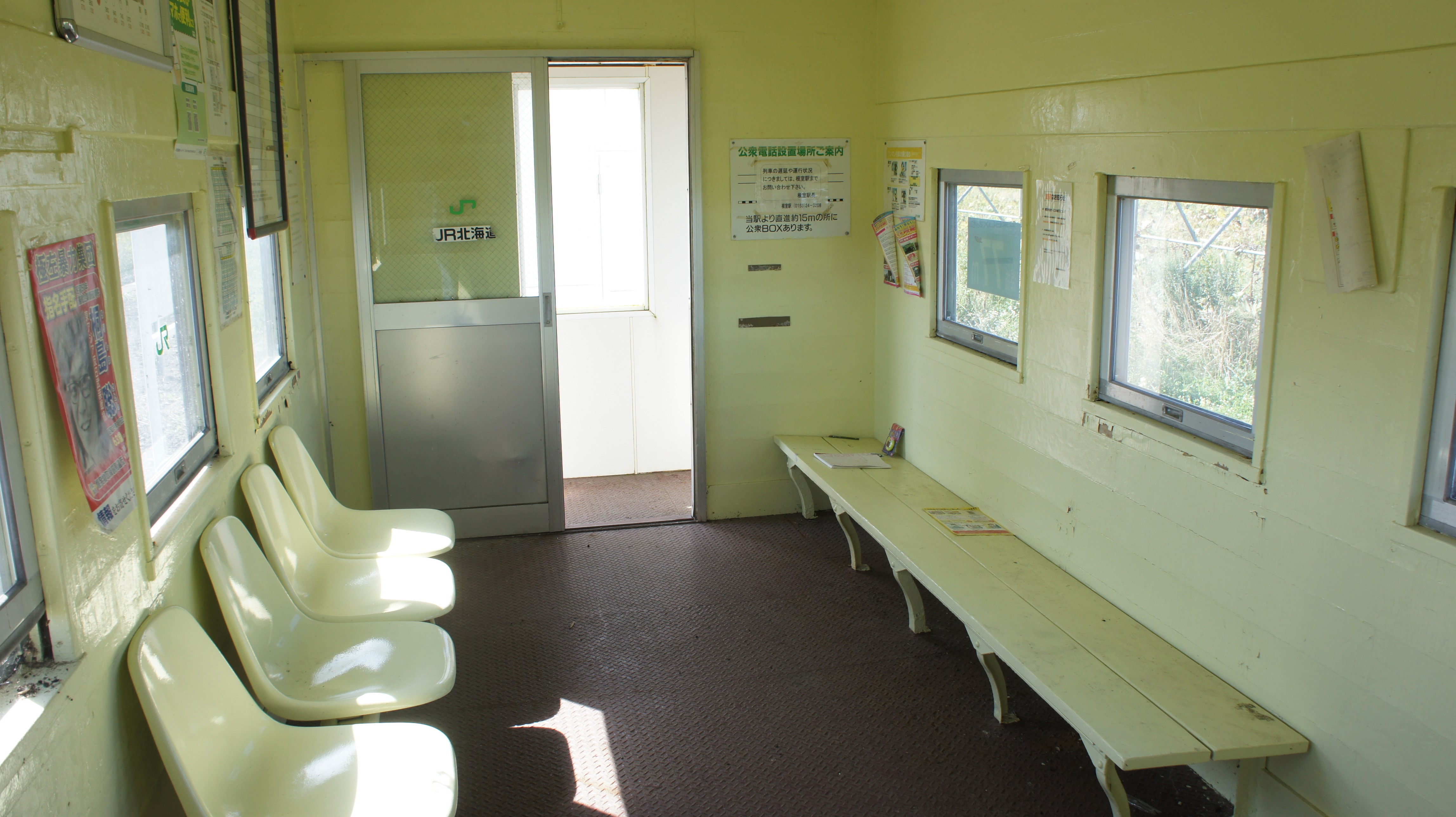
待合室（2018年9月）
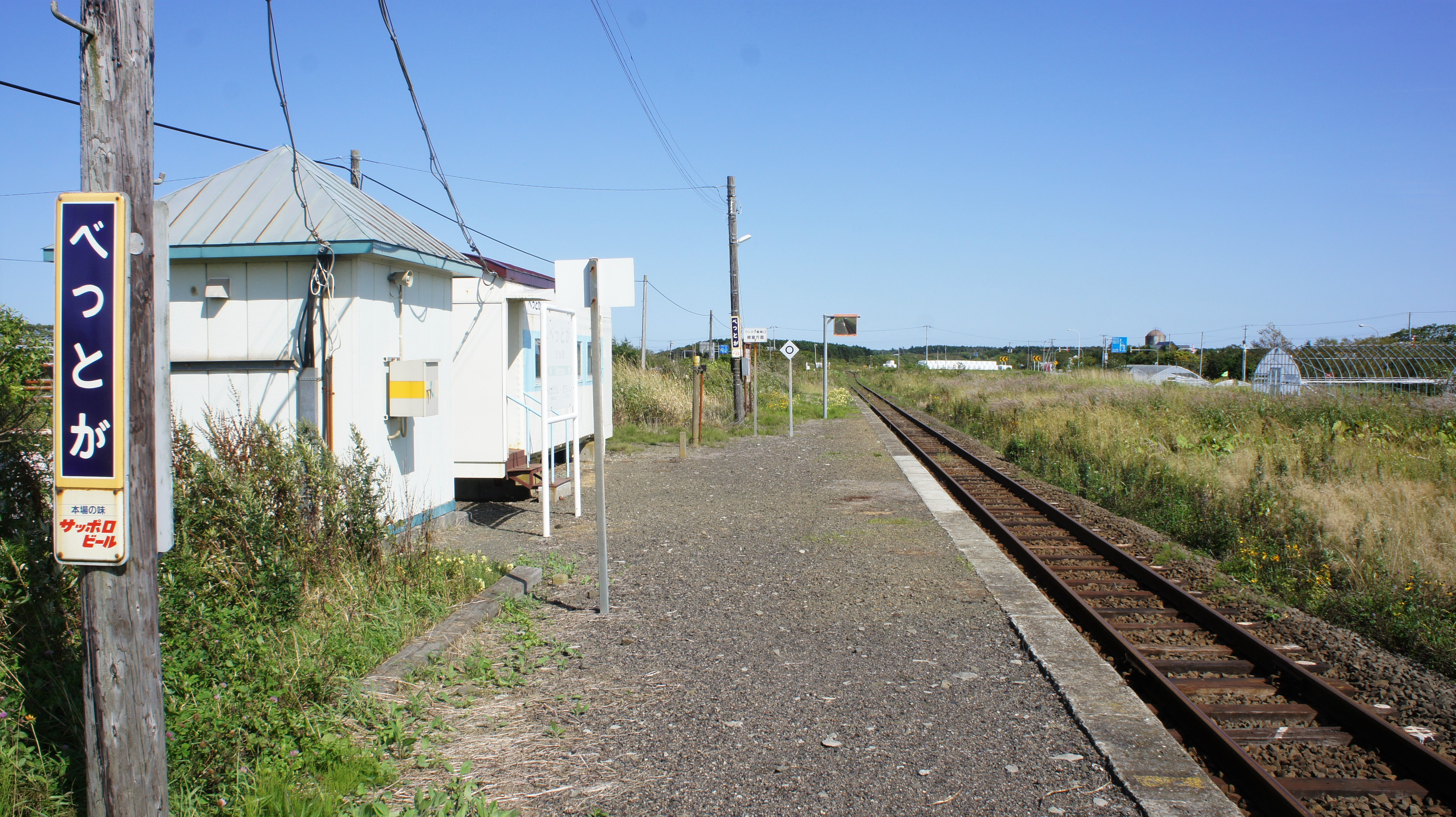
ホーム（2018年9月）

## 利用状況
乗車人員の推移は以下のとおり。年間の値のみ判明している年については、当該年度の日数で除した値を括弧書きで1日平均欄に示す。乗降人員のみが判明している場合は、1/2した値を括弧書きで記した。
また、「JR調査」については、当該の年度を最終年とする過去5年間の各調査日における平均である。
| 年度               | 乗車人員（人） | 乗車人員（人） | 乗車人員（人） | 出典       | 備考               |
| 年度               | 年間           | 1日平均        | JR調査         | 出典       | 備考               |
| ------------------ | -------------- | -------------- | -------------- | ---------- | ------------------ |
| 1978年（昭和53年） |                | 40             |                | [ 9 ]      |                    |
| 1979年（昭和54年） | 13,571         | (37.1)         |                | [ 10 ]     |                    |
| 1980年（昭和55年） | 12,139         | (33.3)         |                | [ 10 ]     |                    |
| 1981年（昭和56年） | 9,487          | (26.0)         |                | [ 10 ]     |                    |
| 1982年（昭和57年） | 8,328          | (22.8)         |                | [ 10 ]     |                    |
| 1983年（昭和58年） | 6,095          | (16.7)         |                | [ 10 ]     |                    |
| 1984年（昭和59年） | 4,926          | (13.5)         |                | [ 11 ]     |                    |
| 1985年（昭和60年） | 4,812          | (13.2)         |                | [ 11 ]     |                    |
| 1986年（昭和61年） | 3,046          | (8.3)          |                | [ 11 ]     |                    |
| 1992年（平成04年） |                | (1.0)          |                | [ 12 ]     | 1日平均乗降客数2人 |
| 2015年（平成27年） |                |                | 「10名以下」   | [ JR北 1 ] |                    |
| 2016年（平成28年） |                |                | 2.0            | [ JR北 2 ] |                    |
| 2017年（平成29年） |                |                | 2.0            | [ JR北 3 ] |                    |
| 2018年（平成30年） |                |                | 2.2            | [ JR北 4 ] |                    |
| 2019年（令和元年） |                |                | 1.6            | [ JR北 5 ] |                    |
| 2020年（令和02年） |                |                | 1.4            | [ JR北 6 ] |                    |
| 2021年（令和03年） |                |                | 1.2            | [ JR北 7 ] |                    |
| 2022年（令和04年） |                |                | 1.2            | [ JR北 8 ] |                    |

## 駅周辺
- 北海道道953号別当賀酪陽線
- 北海道道142号根室浜中釧路線
- 根室フットパス
- 三里浜
- フレシマ海岸
- 別当賀川
- 天狗岩

## 隣の駅
北海道旅客鉄道（JR北海道）
根室本線（花咲線　快速と一部の下り普通列車は当駅通過）

厚床駅 - *初田牛駅 - 別当賀駅 - 落石駅
*打消線は廃駅

### JR北海道
1. ↑  “極端にご利用の少ない駅（3月26日現在）” (PDF). 平成28年度事業運営の最重点事項.   北海道旅客鉄道. p. 6 (2016年3月28日). 2017年9月25日閲覧。
2. ↑  「根室線（釧路・根室間）」（PDF）『線区データ（当社単独では維持することが困難な線区）』、北海道旅客鉄道、2017年12月8日。オリジナルの2017年12月9日時点におけるアーカイブ。2017年12月10日閲覧。
3. ↑  「根室線（釧路・根室間）」（PDF）『線区データ（当社単独では維持することが困難な線区）(地域交通を持続的に維持するために)』、北海道旅客鉄道株式会社、3頁、2018年7月2日。オリジナルの2018年8月19日時点におけるアーカイブ。2018年8月19日閲覧。
4. ↑  “根室線（釧路・根室間）” (PDF). 線区データ（当社単独では維持することが困難な線区）(地域交通を持続的に維持するために).   北海道旅客鉄道. p. 3 (2019年10月18日). 2019年10月18日時点のオリジナルよりアーカイブ。2019年10月18日閲覧。
5. ↑  “根室線（釧路・根室間）” (PDF). 地域交通を持続的に維持するために > 輸送密度200人以上2,000人未満の線区（「黄色」8線区）.   北海道旅客鉄道. p. 3 (2020年10月30日). 2020年11月2日時点のオリジナルよりアーカイブ。2020年11月2日閲覧。
6. ↑  “駅別乗車人員  特定日調査（平日）に基づく”.   北海道旅客鉄道. 2022年8月3日時点のオリジナルよりアーカイブ。2022年8月14日閲覧。
7. ↑  “駅別乗車人員  特定日調査（平日）に基づく”.   北海道旅客鉄道. 2022年9月3日時点のオリジナルよりアーカイブ。2022年9月3日閲覧。
8. ↑  “駅別乗車人員  特定日調査（平日）に基づく”.   北海道旅客鉄道. 2023年11月10日時点のオリジナルよりアーカイブ。2023年11月10日閲覧。